# Ptilodexia imitatrix
Ptilodexia imitatrix là một loài ruồi trong họ Tachinidae.